# Poledno
Poledno – (niem. 1942-1945 Poleden) wieś w Polsce położona w województwie kujawsko-pomorskim, w powiecie świeckim, w gminie Bukowiec.
W latach 1975–1998 miejscowość administracyjnie należała do województwa bydgoskiego. Według Narodowego Spisu Powszechnego (III 2011 r.) liczyła 339 mieszkańców. Jest szóstą co do wielkości miejscowością gminy Bukowiec.
W miejscowym pałacu poza hotelem znajduje się również wystawa przyrodnicza, prezentująca ponad 130 gatunków dzikich zwierząt. W pobliżu wystawa zabytkowych maszyn rolniczych.
We wsi był przystanek kolejowy Poledno.

## Wypadek
15 listopada 2007 roku na przejeździe kolejowo-drogowym linii kolejowej 131 Maksymilianowo-Laskowice Pomorskie w pobliżu tej miejscowości, pociąg pospieszny Bachus relacji Gdynia - Zielona Góra najechał na naczepę samochodu ciężarowego wiozącego papier. W wyniku wypadku zginęły 2 osoby - maszynista i pasażerka.

## Ochrona przyrody
W parku wiejskim znajdują się 3 pomniki przyrody:
| Lp. | Nazwa                          | Sztuk | Obwód  |
| 1.  | Dąb szypułkowy                 | 1     | 430 cm |
| 2.  | Buk zwyczajny odmiana czerwona | 1     | 318 cm |
| 3.  | Kasztanowiec zwyczajny         | 1     | 285 cm |